# Луї-Ежен Кавеньяк
Луї Ежен Кавеньяк (фр. Louis Eugène Cavaignac; 15 жовтня 1802, Париж, Франція — 28 жовтня 1857, Урн
) — французький генерал і державний діяч; командував розправою над паризькими робітниками під час придушення Червневого повстання 1848 року; брат Годфруа Кавеньяка; батько відомого політика Ежена Кавеньяка.

## Біографія
Народився в сім'ї Жана Батіста Кавеньяка, видатного діяча епохи Великої Французької революції і члена Конвенту. Здобувши освіту в Паризькій політехнічній школі та в мецській École d'application, в 1824 вступив на службу військовим інженером. Вірний республіканським традиціям своєї сім'ї, він співчував Липневій революції і не приховував свого невдоволення тим, що вона не призвела до встановлення республіки. Примкнувши до товариства «Association nationale», він заявив, що не став би битися проти республіканців. У покарання за це він був вилучений з дійсної служби, а потім відправлений до Французького Алжиру, де незабаром висунувся завдяки як військовими, так і адміністративними здібностями. Особливою славою покрив його п'ятнадцятимісячний захист форту Тлемсен, у складі гарнізону з 500 чоловік у 1836–1837 роках.
Повернувшись до Франції в 1837 році, Кавеньяк написав етюд «De la régence d'Alger», що звернув на нього велику увагу. У 1839 році, коли відновилися військові дії Абд аль-Кадіра проти французів, Кавеньяк знову відправився в Африку, де його високо цінували і Бюжо, і  герцог Омальський. У грудні 1847 року був призначений губернатором провінції Оран замість Жюшо де Ламорісьєра. На цій посаді його і застала  Лютнева революція 1848 року.
Тимчасовий уряд призначив його (2 березня 1848 року) дивізійним генералом і алжирським губернатором, а за кілька днів йому було запропоновано портфель  військового міністра. Кавеньяк погоджувався за умови, що до Парижа буде повернуто регулярні війська, виведені зі столиці після революції. Тимчасовий уряд не погодився, і Кавеньяк залишився в Алжирі. З утворенням установчих зборів був обраний членом його від двох департаментів і 17 травня прибув до Парижа для участі у зборах. Йому знову було запропоновано військове міністерство; він прийняв його, а виконавча комісія, що замінила тимчасовий уряд, надала йому повноваження організувати у Парижі армію. У кілька тижнів Кавеньяк зосередив у столиці близько 30 000 регулярних військ та впорядкував організацію національної гвардії. Коли 23 червня почалося червневе повстання 23–26 червня 1848 на вулицях Парижа, Кавеньяку було довірено головне командування всіма військовими силами. На наступний день проти повсталих рушили три колони військ: північна під начальством Ламорісьєра, центральна під командою Бедо і південна під начальством Дамема. Цього ж дня виконавча комісія склала свої повноваження, і збори, за пропозицією Паскаля Дюпра, одноголосно і майже без суперечок довірили Кавеньяку диктаторські повноваження. 26 червня повстання після сильного кровопролиття було придушене.
Переможці почали самовільну розправу з полоненими, число яких сягало 15 000. Кавеньяк відразу ж вжив енергійні заходи для запобігання будь-якого насильства, видавши прокламацію, у якій, між іншим, говорив: «У Парижі бачу переможців і переможених; нехай буде вічно прокляте моє ім'я, якщо я погоджуся бачити в ньому жертви». Йому, однак, докоряють, що він не усунув видачу своїм солдатам почесних нагород, недоречних при міжусобицях, і що він не завадив національним зборам декретувати заслання полонених повстанців.
29 червня Кавеньяк склав свої диктаторські повноваження, після чого збори одностайно проголосували за вдячність генералу та призначили його головою Ради міністрів та очільником виконавчої влади. Протягом кількох місяців продовжував стояти на чолі уряду, здобувши собі довіру із боку середніх класів населення; у нижчих класах не отримав підтримки через придушення червневого повстання. На основі цього невдоволення агентам бонапартистів вдалося підготувати успіх кандидатури племінника Наполеона I Шарля-Луї Наполеона в президенти республіки, який, з огляду на видану конституцію, підлягав обранню за допомогою загального голосування. На виборах 10 грудня за Кавеньяка було подано 19% голосів. Майбутній Наполеон III отримав 74% і став президентом республіки.
Обраний членом нових законодавчих зборів, Кавеньяк нерідко виступав на трибуні, залишаючись щирим республіканцем і виявляючи жорстку опозицію політиці Наполеона. Заарештований у ніч на  2 грудня 1851, він був ув'язнений спочатку в Мазасі, а потім у форт Гам. Зі зміцненням наполеонівської диктатури у січні 1852 року був випущений на волю. У березні 1852 був обраний членом законодавчого корпусу від Парижа, але не міг зайняти в ньому місце, тому що відмовився присягнути новому режиму. Він оселився у своєму маєтку, в департаменті Сарта, і взяв активну участь у діяльності газети «Siècle».
На загальних виборах 1857 року Кавеньяк знову був обраний депутатом від Парижа, але знову відмовився дати присягу. Незабаром після цього він раптово помер. Вдова перевезла тіло до Парижа для поховання на Монмартр, поряд з його братом Годфруа. У похороні брала участь численна юрба народу. Влада не дозволила промови на могилі.

## Див також
- Революція 1848 року у Франції